# ウォルター・グッデーカー
ウォルター・グッデーカー（Walter Goodacre、1856年 - 1938年）は、イギリスのアマチュア天文学者。直径77インチ（約2m）の月面図を製作したことで知られる。

## 人物
一般の天文愛好者に門戸を開いている英国天文協会（BAA：British Astronomical Association）の2代目の月部門の部長を務めた。1910年に直径77インチの月面図を製作し、1931年に分割した月面地図帳を出版した。1922年から1924年までBBAの会長を務め、BBAにはグッデッカーの功績を記念して、天文学に長年貢献した人物に与えられるウォルター・グッデーカー・メダルが設けられている。